# Quemadura por fricción
Una quemadura por fricción es una forma de abrasión causada por la fricción de la piel contra una superficie. Una quemadura por fricción también puede denominarse desollado, rozamiento o un término denominado para la superficie que causa la quemadura, como quemadura de cuerda, quemadura de alfombra. Debido a que la fricción genera calor, casos extremos de rozamiento pueden provocar una auténtica quema térmica de las capas externas de la piel.
Las papilas dérmicas pueden quedar expuestas después de que se hayan eliminado las capas superiores de la epidermis (estrato córneo, estrato granuloso, estrato espinoso y estrato basal). Esto suele ser incómodo e incluso doloroso, pero rara vez produce sangrado.
La propia piel de una persona (o la piel de otra persona) puede ser suficiente para actuar como superficie abrasiva y provocar quemaduras por fricción. Más comúnmente, la fricción con superficies abrasivas, incluida la ropa, la alfombra o la cuerda, puede provocar quemaduras por fricción. Los lugares comunes en los que pueden ocurrir rozaduras de piel con piel son entre los muslos y debajo de las axilas. Las quemaduras por fricción son muy comunes con prendas como pantalones hasta las rodillas provocadas por la práctica de deporte o por deslizamientos sobre superficies de madera.
Las quemaduras por fricción menos peligrosas pueden ser comunes en áreas sensibles de la piel, como los genitales, durante actividades como las relaciones sexuales o la masturbación.
Los riesgos de una quemadura por fricción incluyen infección y cicatrices temporales o permanentes.

## Tratamientos
La mayoría de los casos menores de quemaduras por fricción requieren poco o ningún tratamiento, ya que un caso específico de alergia podría agravar la quemadura.
Los tratamientos para las quemaduras por fricción suelen implicar la aplicación de una crema antiinflamatoria. También se pueden tomar analgésicos.

## En la cultura popular
Aparece en el episodio 17 de la temporada 1, de la serie House M.D. con el título Role Model estrenado el 12 de abril de 2005. El médico Gregory House luego de tres consultas y un estudio somnográfico, en una mujer joven con quemadura de alfombra, es capaz de realizar el diagnóstico del desorden del sueño NoREM. 